# Mesochra reducta
Mesochra reducta är en kräftdjursart som beskrevs av Walter Klie 1950. Mesochra reducta ingår i släktet Mesochra och familjen Canthocamptidae. Inga underarter finns listade i Catalogue of Life.